# Kanton Vannes-Ouest
Vannes-Ouest is een voormalig kanton van het Franse departement Morbihan. Het kanton maakte deel uit van het arrondissement Vannes. Het werd opgeheven bij decreet van 21 februari 2014 met uitwerking op 22 maart 2015.

## Gemeenten
Het kanton Vannes-Ouest omvatte de volgende gemeenten:
- Arradon
- Baden
- Île-aux-Moines
- Île-d'Arz
- Larmor-Baden
- Ploeren
- Vannes (deels, hoofdplaats)